# Five Record
La Five Record, nota più semplicemente come Five, è stata una casa discografica italiana, attiva durante gli anni ottanta; nel 1991 ha cambiato il proprio nome in RTI Music.

## Storia
Venne fondata nel 1981 da Silvio Berlusconi ed era di proprietà della Fininvest, con sede a Cologno Monzese. Molti artisti che pubblicarono i propri dischi con questa etichetta nello stesso periodo lavoravano anche per l'azienda televisiva di Berlusconi. Nacque infatti originariamente per commercializzare le canzoni delle sigle televisive dei programmi delle reti Fininvest (cartoni animati, varietà, quiz, soap opera e telenovelas), e in breve tempo mise sotto contratto anche alcuni nomi storici della canzone italiana bisognosi di un rilancio come Gino Paoli, Orietta Berti, Iva Zanicchi o Bruno Lauzi, ma anche Drupi, Donatello, Marva Jan Marrow, Patty Pravo, Maurizio Vandelli dell'ormai sciolta Equipe 84, Dionne Warwick e, nell'ultimo periodo di esistenza, anche alcuni nomi esordienti specialmente come interpreti di sigle per le telenovelas ispano-americane (Valentina Gautier, Andrea Monteforte, il noto attore argentino Carlos Mata).
Tra gli altri artisti che incisero per l'etichetta ci furono I Nuovi Angeli, Mal dei Primitives, Wilma Goich, Wess degli Airedales, Lorella Cuccarini, Edoardo Bennato, i Bee Hive con la voce italiana solista di Enzo Draghi, Manuel De Peppe, nonché il trio Ro.Bo.T. che proprio dalla metà degli anni ottanta fino ai primi anni novanta quando l'etichetta cessò di esistere, pubblicava in esclusiva registrazioni su 45 giri o musicassette di medley misti di vari pezzi italiani e stranieri totalmente mixati e ri-arrangiati dai tre, che si esibivano in diverse trasmissioni televisive andate in onda su Canale 5 proprio in quegli anni. Le artiste di maggior successo furono Cristina D'Avena, con quasi 6 milioni di copie vendute in oltre trentacinque anni di carriera e Sabrina Salerno, con più di 20 milioni di dischi venduti in tutto il mondo. Altri personaggi televisivi che hanno inciso per l'etichetta sono Lorella Cuccarini, Francesco Salvi e Giorgio Faletti. Alcuni cantanti emergenti, divenuti poi giornalisti, che hanno inciso per la Five sono Paolo Poggio (corista nel Piccolo Coro dell'Antoniano) e Francesco Mincone (corista nei Piccoli Cantori di Milano).
Tra il 1991 e il 1993 la Five Record ha cambiato nome, divenendo RTI Music. 

## Dischi
La datazione qui riportata si basa sull'etichetta del disco o sulla copertina; qualora nessuno di questi elementi abbia una datazione, è basata sulla numerazione del catalogo; talora è, infine, basata sul codice della matrice di stampa. Se esistenti, sono riportati, oltre all'anno, il mese e il giorno (quest'ultimo dato si trova, a volte, stampato sul vinile).
I numeri di catalogo categorizzavano le pubblicazioni tra singoli a 45 giri, LP, EP e disco mix; nel corso degli anni vennero aggiunti gli LP doppi e tripli con numeri di catalogo inizianti per 14 e alcune serie specifiche con numerazioni proprie. Alcuni dischi sono stati denominati come Pop Corn/Five Record, col codice di numerazione PC 26.
Nel 1991, raggiunto per gli LP il numero di catalogo FM 13699, non si poté continuare con la numerazione progressiva perché si sarebbero replicati i numeri già usati in precedenza per gli EP; si scelse quindi una numerazione differente fino al 1993, anno a cui risalgono le ultime pubblicazioni in vinile dell'etichetta, in contemporanea alla sua definitiva trasformazione in RTI Music. Tuttavia i CD e cassette delle serie Fivelandia e Cristina D'Avena e i tuoi amici in TV e altre pubblicazioni di sigle per bambini e ragazzi continuarono a usare fino al 1999 numeri di catalogo con le lettere "FM".
Le edizioni in musicassetta e CD (queste ultime disponibili a partire dal 1988) della Five Record utilizzavano lo stesso numero di catalogo delle corrispondenti versioni in vinile, con alcune aggiunte specifiche: fino al 1988 solitamente si aggiungeva "50" prima del codice per indicare le pubblicazioni in musicassetta; negli anni successivi il formato venne specificato con le lettere "MC" o "CD" (e dal 1989 spesso anche il formato "LP" era indicato esplicitamente). Nelle pubblicazioni dal 1992 al 1996 i numeri di catalogo della forma FM 18xxx passarono a FM 8xxx-1 per le ultime edizioni in LP, con l'ultimo numero cambiato in "-2" per le edizioni in CD e "-4" per le edizioni in musicassetta: queste ultime due rimasero le uniche dal 1993. Dal 1997 al 1999 si usarono codici della forma FM 2xxx, seguiti dagli stessi "-2 o "-4" (a volte senza il trattino) a indicare il formato.

### LP (33 giri)
| Numero di catalogo | Anno | Interprete                                        | Titoli                                                                                             |
| ------------------ | ---- | ------------------------------------------------- | -------------------------------------------------------------------------------------------------- |
| FM 13501           | 1982 | Various                                           | Five + Five - Dieci telesigle originali di Canale 5                                                |
| FM 13502           | 1982 | Santo Farina                                      | ...The Lonely Santo                                                                                |
| FM 13503           | 1982 | Blades                                            | Bounce Music                                                                                       |
| FM 13504           | 1983 | Manhattan Festival Orchestra                      | Classic 35 M/M - I Grandi Temi di Musica Classica Nel Cinema                                       |
| FM 13505           | 1983 | Gerry Mulligan And His Orchestra                  | Walk On The Water                                                                                  |
| FM 13506           | 1983 | Twist '82 / Bob Mitchell E la Sua Orchestra       | Twist Eighty Three                                                                                 |
| FM 13507           | 1983 | Augusto Martelli                                  | Music In Love                                                                                      |
| FM 13508           | 1983 | Santo                                             | Un'estate d'amore - Gli indimenticabili successi di Santo e Johnny dalle magiche chitarre di Santo |
| FM 13509           | 1983 | Franck Pourcel                                    | Classic In Digital                                                                                 |
| FM 13510           | 1983 | Various                                           | Superstar 35 Mm - Grandi Temi Da Film                                                              |
| FM 13511           | 1983 | Dino Betti Van Der Noot                           | A Midwinter Night's Dream                                                                          |
| FM 13512           | 1983 | Manhattan Festival Orchestra                      | Classic 35 M/M - I Grandi Temi di Musica Classica Nel Cinema 2                                     |
| FM 13513           | 1983 | Robert Bauer                                      | Teenage Diplomat                                                                                   |
| FM 13514           | 1983 | Gerry Mulligan                                    | Little Big Horn                                                                                    |
| FM 13515           | 1983 | Various                                           | 26º Zecchino D'Oro - 9' Rassegna Internazionale Di Canzoni Per Bambini 1983                        |
| FM 13516           | 1983 | Cristina D'Avena                                  | Fivelandia                                                                                         |
| FM 13517           | 1983 | Various                                           | Drive in 60'                                                                                       |
| FM 13518           | 1983 | Italo Lo Vetere e Adriano Bassi                   | Suonano Satie                                                                                      |
| FM 13519           | 1984 | Various                                           | Five Parade - I Fortissimi Di Canale 5 E Italia 1                                                  |
| FM 13520           | 1984 | Franck Pourcel                                    | In A Nostalgia Mood                                                                                |
| FM 13521           | 1984 | Change                                            | Change Of Heart                                                                                    |
| FM 13522           | 1984 | Various                                           | Blue Harmony Melodie D'Amore                                                                       |
| FM 13523           | 1984 | Various                                           | Risatissima '84                                                                                    |
| FM 13524           | 1984 | Milly Carlucci                                    | Milly Carlucci                                                                                     |
| FM 13525           | 1984 | Various                                           | Dee Jay Star - Festivalbar '84                                                                     |
| FM 13526           | 1984 | Silence 2* Featuring Gordon Grody                 | The Beast In Me                                                                                    |
| FM 13527           | 1984 | Various                                           | Summer Time                                                                                        |
| FM 13528           | 1984 | Piccolo Coro dell'Antoniano                       | Bim Bum Bam                                                                                        |
| FM 13529           | 1984 | Flavia Fortunato                                  | Flavia                                                                                             |
| FM 13530           | 1984 | Cristina D'Avena                                  | Fivelandia 2                                                                                       |
| FM 13531           | 1984 | Micalizzi Family                                  | The Micalizzi Family                                                                               |
| FM 13532           | 1984 | Change                                            | Greatest Hits                                                                                      |
| FM 13533           | 1984 | Various                                           | 27º Zecchino d'oro                                                                                 |
| FM 13534           | 1984 | Manhattan Festival Orchestra                      | Classic In Spot - I Grandi Temi di Musica Classica in TV                                           |
| FM 13535           | 1984 | Sarah Vaughan with Bernard Ighner                 | Let It Live - Sarah Vaughan Sings 'One World One Peace'                                            |
| FM 13536           | 1984 | Gino Paoli                                        | La luna e il Sig. Hyde                                                                             |
| FM 13537           | 1985 | Various                                           | Alta tensione                                                                                      |
| FM 13538           | 1985 | Vittorio Gassman e Augusto Martelli               | Naufrago d'amore                                                                                   |
| FM 13539           | 1985 | Various                                           | Five Parade 2 - I Fortissimi Di Canale 5 E Italia 1                                                |
| FM 13540           | 1985 | Nadia Cassini                                     | Dreams                                                                                             |
| FM 13541           | 1985 | Demis Roussos                                     | Reflection                                                                                         |
| FM 13542           | 1985 | Mino Reitano                                      | Isole d'amore                                                                                      |
| FM 13543           | 1985 | Celeste                                           | Celeste                                                                                            |
| FM 13544           | 1985 | Augusto Martelli                                  | Formula 5 - LP 1                                                                                   |
| FM 13545           | 1985 | Augusto Martelli                                  | Formula 5 - LP 2                                                                                   |
| FM 13546           | 1985 | Various                                           | Dee Jay Star - Festivalbar '85 In Tour                                                             |
| FM 13547           | 1985 | Various                                           | I ragazzi dell'estate - Festivalbar '85                                                            |
| FM 13548           | 1985 | Bruno Lauzi                                       | Piccolo grande uomo                                                                                |
| FM 13549           | 1985 | Cristina D'Avena                                  | Fivelandia 3                                                                                       |
| FM 13550           | 1985 | Various                                           | Classic in spot N.2 - I Grandi Temi di Musica Classica TV                                          |
| FM 13551           | 1985 | Ombretta Colli                                    | Aiuto!                                                                                             |
| FM 13552           | 1985 | Piccolo Coro dell'Antoniano                       | Bim Bum Bam N. 2                                                                                   |
| FM 13553           | 1985 | Demis Roussos                                     | Senza tempo                                                                                        |
| FM 13554           | 1985 | Various                                           | 28º Zecchino d'oro                                                                                 |
| FM 13555           | 1985 | Irakere                                           | La grande musica cubana                                                                            |
| FM 13556           | 1985 | Ro.Bo.T.                                          | Le più belle canzoni di Sanremo                                                                    |
| FM 13557           | 1985 | Cristina D'Avena                                  | Kiss Me Licia e i Bee Hive                                                                         |
| FM 13558           | 1985 | Various                                           | Alta tensione 2                                                                                    |
| FM 13559           | 1985 | Various                                           | Five Parade 2 - I Fortissimi Di Canale 5 E Italia 1                                                |
| FM 13560           | 1986 | Various                                           | Film Music '50                                                                                     |
| FM 13561           | 1986 | Various                                           | Tutti frutti                                                                                       |
| FM 13562           | 1986 | Jean Rich                                         | 'Lady' Jean Rich                                                                                   |
| FM 13563           | 1986 | Various                                           | Swing Parade - I brani che hanno fatto grande il jazz                                              |
| FM 13564           | 1986 | Mino Reitano                                      | I cantautori                                                                                       |
| FM 13565           | 1986 | Bobby Solo                                        | Solo...Elvis                                                                                       |
| FM 13566           | 1986 | Various                                           | Dee J Star Festivalbar In Tour                                                                     |
| FM 13567           | 1986 | Bert Kaempfert Mantovani                          | Blue melody                                                                                        |
| FM 13568           | 1986 | Cristina D'Avena                                  | Fivelandia 4                                                                                       |
| FM 13569           | 1986 | Sad cafè                                          | Politics of existing                                                                               |
| FM 13570           | 1986 | Boys Don't Cry                                    | Boys Don't Cry                                                                                     |
| FM 13571           | 1986 | Cristina D'Avena                                  | CantaSnorky                                                                                        |
| FM 13572           | 1986 | Cristina D'Avena                                  | David Gnomo amico mio                                                                              |
| FM 13573           | 1986 | Cristina D'Avena                                  | Love Me Licia e i Bee Hive                                                                         |
| FM 13574           | 1986 | Various                                           | Classic in love                                                                                    |
| FM 13575           | 1986 | Various                                           | Le Dive Di Hollywood                                                                               |
| FM 13576           | 1986 | Various                                           | Be bop a lula                                                                                      |
| FM 13577           | 1986 | Bandana'                                          | Bandana'                                                                                           |
| FM 13578           | 1986 | Bruno Lauzi                                       | Ora!                                                                                               |
| FM 13579           | 1986 | Gino Paoli                                        | Cosa farò da grande                                                                                |
| FM 13580           | 1987 | Iva Zanicchi                                      | Care colleghe                                                                                      |
| FM 13581           | 1987 | Bobby Solo                                        | Rose rosse                                                                                         |
| FM 13582           | 1987 | Various                                           | Alta tensione 3                                                                                    |
| FM 13583           | 1987 | Cristina D'Avena                                  | Mio mini pony                                                                                      |
| FM 13584           | 1987 | Various                                           | Five Parade N. 4                                                                                   |
| FM 13585           | 1987 | Cristina D'Avena                                  | Puffiamo all'avventura                                                                             |
| FM 13586           | 1987 | Cristina D'Avena                                  | Cristina D'Avena con i tuoi amici in TV                                                            |
| FM 13587           | 1987 | Celeste                                           | Blue                                                                                               |
| FM 13588           | 1987 | Cristina D'Avena                                  | Licia dolce Licia e i Bee Hive                                                                     |
| FM 13589           | 1987 | Little Tony                                       | Ragazza italiana                                                                                   |
| FM 13591           | 1987 | Augusto Martelli & The Keyboards                  | C'era una volta Hollywood                                                                          |
| FM 13592           | 1987 | Various                                           | Hits on tv spot '87                                                                                |
| FM 13593           | 1987 | Sabrina Salerno                                   | Sabrina                                                                                            |
| FM 13594           | 1987 | Mino Reitano                                      | Questo uomo ti ama                                                                                 |
| FM 13595           | 1987 | Boys Don't Cry                                    | Who The Am Do You Think You Am                                                                     |
| FM 13596           | 1987 | Various                                           | Juke box star - Festivalbar '87                                                                    |
| FM 13597           | 1987 | Various                                           | The great Gershwin                                                                                 |
| FM 13598           | 1987 | Cristina D'Avena                                  | Fivelandia 5                                                                                       |
| FM 13599           | 1987 | Cristina D'Avena                                  | Teneramente Licia e i Bee Hive                                                                     |
| FM 13600           | 1987 | Cristina D'Avena                                  | Maple Town: un nido di simpatia                                                                    |
| FM 13601           | 1987 | Maria Callas                                      | Una voce, una leggenda...                                                                          |
| FM 13602           | 1987 | Cristina D'Avena                                  | Piccola, bianca Sibert                                                                             |
| FM 13603           | 1987 | Nini Rosso                                        | Digital best                                                                                       |
| FM 13604           | 1987 | Gilberto Rivelli                                  | Emotivitalia                                                                                       |
| FM 13605           | 1987 | Ro.Bo.T.                                          | Cantando cantando                                                                                  |
| FM 13606           | 1987 | Various                                           | Festival                                                                                           |
| FM 13607           | 1988 | Cristina D'Avena                                  | Cristina D'Avena e i tuoi amici in TV 2                                                            |
| FM 13608           | 1988 | Various                                           | Blue harmony 2 - Melodie d'amore                                                                   |
| FM 13609           | 1988 | Cristina D'Avena                                  | Balliamo e cantiamo con Licia                                                                      |
| FM 13610           | 1988 | Bruno Lauzi                                       | La musica del mondo                                                                                |
| FM 13611           | 1988 | Novecento                                         | Shine                                                                                              |
| FM 13612           | 1988 | Gil Ventura                                       | Sax in love                                                                                        |
| FM 13613           | 1988 | Various                                           | I colori dell'estate '88                                                                           |
| FM 13614           | 1988 | Various                                           | Juke box star - Festivalbar '88                                                                    |
| FM 13615           | 1988 | Clarence Carter                                   | Hooked On Love                                                                                     |
| FM 13616           | 1988 | Richy Kicklighter                                 | Just for kicks                                                                                     |
| FM 13617           | 1988 | Gino Paoli                                        | Sempre                                                                                             |
| FM 13619           | 1988 | Cristina D'Avena                                  | Fivelandia 6 – Le più belle sigle originali dei tuoi amici in TV                                   |
| FM 13620           | 1988 | Cristina D'Avena                                  | Palla al centro per Rudy                                                                           |
| FM 13621           | 1988 | Cristina D'Avena                                  | Arriva Cristina                                                                                    |
| FM 13622           | 1988 | Roberto Pregadio                                  | Le musiche da la Corrida                                                                           |
| FM 13623           | 1988 | Cristina D'Avena                                  | Viaggiamo con Benjiamin                                                                            |
| FM 13624           | 1988 | Reynaldo Meza y los paraguayanos                  | Amor amor amor                                                                                     |
| FM 13625           | 1988 | Roberta Voltolini                                 | L'altra parte di me                                                                                |
| FM 13626           | 1988 | Various                                           | Classic in spot 3                                                                                  |
| FM 13627           | 1988 | Uriah Heep                                        | Live in Moscow                                                                                     |
| FM 13628           | 1989 | Augusto Martelli                                  | Blue Genoa Sound                                                                                   |
| FM 13629           | 1989 | Gilberto Rivelli                                  | Femminilitalia                                                                                     |
| FM 13630           | 1989 | Various                                           | Party music                                                                                        |
| FM 13631           | 1989 | Various                                           | Dance made in Italy                                                                                |
| FM 13632           | 1989 | Various                                           | Al 7 cielo                                                                                         |
| FM 13633           | 1989 | Cristina D'Avena                                  | Cristina D'Avena e... i tuoi amici in TV 3                                                         |
| FM 13634           | 1989 | Various                                           | Time project                                                                                       |
| FM 13635           | 1989 | Francesco Salvi                                   | Megasalvi                                                                                          |
| FM 13636           | 1989 | Joe Smooth                                        | Promise land                                                                                       |
| FM 13637           | 1989 | Celeste Jhonson                                   | The seventh wind                                                                                   |
| FM 13638           | 1989 | Bruno Lauzi                                       | Inventario latino                                                                                  |
| FM 13639           | 1989 | Various                                           | Una rotonda sul mare                                                                               |
| FM 13640           | 1989 | Various                                           | Juke box estate '89                                                                                |
| FM 13641           | 1989 | Cristina D'Avena                                  | Cristina                                                                                           |
| FM 13642           | 1989 | Cristina D'Avena                                  | Fivelandia 7                                                                                       |
| FM 13643           | 1989 | Maurizio Vandelli                                 | 29 settembre '89                                                                                   |
| FM 13644           | 1989 | Bob Mitchell                                      | Dedicato a...                                                                                      |
| FM 13646           | 1989 | Drupi                                             | Drupi                                                                                              |
| FM 13647           | 1989 | Various                                           | La bugiarda - colonna sonora                                                                       |
| FM 13649           | 1989 | Raul Orellana                                     | Guitarra                                                                                           |
| FM 13650           | 1990 | B&B                                               | Gimme some                                                                                         |
| FM 13651           | 1990 | Various                                           | C'era una volta il Festival 2                                                                      |
| FM 13652           | 1990 | Andrea Centazzo                                   | Il presente prossimo venturo                                                                       |
| FM 13653           | 1990 | Various                                           | Sound of sex - le canzoni del programma televisivo "Colpo Grosso"                                  |
| FM 13654           | 1990 | Angela Cavagna                                    | Sex is movin'                                                                                      |
| FM 13655           | 1990 | Various                                           | Sanremo 90                                                                                         |
| FM 13656           | 1990 | Cristina D'Avena                                  | Cristina D'Avena e i tuoi amici in TV 4                                                            |
| FM 13657           | 1990 | Francesco Salvi                                   | Limitiamo i danni                                                                                  |
| FM 13658           | 1990 | Various                                           | Topazio e le altre...(Sigle e temi d'amore delle più belle telenovelas)                            |
| FM 13659           | 1990 | Orchestra del Festival di Sanremo                 | Ho vinto anch'io                                                                                   |
| FM 13660           | 1990 | Various                                           | Juke Box Estate '90                                                                                |
| FM 13661           | 1990 | Various                                           | N.B.L. The Official Beat Five Record                                                               |
| FM 13662           | 1990 | Cristina D'Avena                                  | Cri Cri                                                                                            |
| FM 13663           | 1990 | Patty Pravo                                       | Pazza idea eccetera eccetera...                                                                    |
| FM 13664           | 1990 | Cristina D'Avena                                  | Fivelandia 8                                                                                       |
| FM 13665           | 1990 | Various                                           | Una rotonda sul mare 90 vol. II                                                                    |
| FM 13666           | 1990 | Twenty 4 Seven feat. Captain Hollywood Project    | Street moves                                                                                       |
| FM 13667           | 1990 | Maurizio Vandelli                                 | Sei nei '90...                                                                                     |
| FM 13668           | 1990 | Various                                           | Buon compleanno Canale 5                                                                           |
| FM 13669           | 1990 | I Nuovi Angeli                                    | Voliamo ancora!!!                                                                                  |
| FM 13670           | 1991 | Carlo Siliotto                                    | Quattro Piccole Donne (colonna sonora)                                                             |
| FM 13671           | 1991 | Mal                                               | Yeeeah                                                                                             |
| FM 13672           | 1991 | Wilma Goich                                       | Come un fiore                                                                                      |
| FM 13674           | 1991 | Drupi                                             | Avanti                                                                                             |
| FM 13675           | 1991 | Various                                           | I mitici                                                                                           |
| FM 13678           | 1991 | Various                                           | Cut loud vol.1                                                                                     |
| FM 13679           | 1991 | Various                                           | C'era una volta il festival                                                                        |
| FM 13680           | 1991 | Various                                           | Original Superhits                                                                                 |
| FM 13681           | 1991 | Valentina Gautier                                 | Quasi un angelo                                                                                    |
| FM 13682           | 1991 | Cristina D'Avena                                  | Cristina D'Avena e i tuoi amici in TV 5                                                            |
| FM 13683           | 1991 | Fiorella Pierobon                                 | L'affascinante gioco della seduzione                                                               |
| FM 13684           | 1991 | Various                                           | Hits On Five                                                                                       |
| FM 13685           | 1991 | Massimiliano Cattapani                            | Un'altra strada                                                                                    |
| FM 13686           | 1991 | Francesco Salvi                                   | Se lo sapevo                                                                                       |
| FM 13687           | 1991 | Giorgio Faletti                                   | Disperato ma non serio                                                                             |
| FM 13688           | 1991 | Various                                           | Amore è …Le più belle sigle delle telenovelas                                                      |
| FM 13689           | 1991 | The Royal Philharmonic                            | Play hits of Phil Collins                                                                          |
| FM 13690           | 1991 | Fiorello                                          | Veramente falso                                                                                    |
| FM 13691           | 1991 | Pietra Montecorvino                               | Segnorita                                                                                          |
| FM 13692           | 1991 | Double Dee                                        | Double Dee                                                                                         |
| FM 13693           | 1991 | Bruno Lauzi                                       | Pagine                                                                                             |
| FM 13694           | 1991 | The Royal Philharmonic Orchestra And Great Empire | Play Monuments - 12 Hits Of Queen                                                                  |
| FM 13695           | 1991 | Various                                           | Immagini In Musica Delle Mie Notti In Discoteca - Soft Line                                        |
| FM 13696           | 1991 | Various                                           | Hits On Five Volume 2                                                                              |
| FM 13697           | 1991 | Cristina D'Avena                                  | Fivelandia 9 – Le più belle sigle originali dei tuoi amici in TV                                   |
| FM 13698           | 1991 | Various                                           | E penso a te                                                                                       |
| FM 13699           | 1991 | Carlos Mata                                       | Señora                                                                                             |

#### Nuova numerazione dal 1991
| Numero di catalogo | Anno | Interprete         | Titoli                                                            |
| ------------------ | ---- | ------------------ | ----------------------------------------------------------------- |
| FM 18001           | 1991 | Lega vocale        | Sapore Di Mare - 12 indimenticabili successi                      |
| FM 18002           | 1991 | Various            | L'estate sta finendo                                              |
| FM 18003           | 1991 | Cristina D'Avena   | Cristina, l'Europa siamo noi                                      |
| FM 18004           | 1991 | Iva Zanicchi       | Come mi vorrei                                                    |
| FM 18005           | 1991 | Fred Bongusto      | Una canzone per ballare                                           |
| FM 18006           | 1991 | Dario Baldan Bembo | Un po' per vivere, un po' per sognare                             |
| FM 18007           | 1991 | Enzo Scarano       | L'arca                                                            |
| FM 18008           | 1991 | Various            | Quelli di Sabato al circo                                         |
| FM 18009           | 1991 | Various            | E penso a te Vol. 2                                               |
| FM 18010           | 1991 | Gino Paoli         | Ieri e oggi                                                       |
| FM 8012 - 1        | 1992 | Angela Cavagna     | Io vi curo...                                                     |
| FM 8046 - 1        | 1992 | Cristina D'Avena   | Fivelandia 10 - Le più belle sigle originali dei tuoi amici in TV |
| FM 8056 - 1        | 1993 | Cristina D'Avena   | Fivelandia 11 - Le più belle sigle originali dei tuoi amici in TV |

#### LP della serie "5 Teen"
| Numero di catalogo | Anno | Interprete             | Titoli             |
| ------------------ | ---- | ---------------------- | ------------------ |
| TR23701            | 1990 | Massimiliano Cattapani | La notte dell'eden |
| TR23702            | 1989 | Paolo Carta            | Domande            |
| TR23703            | 1990 | Valentina Gautier      | Quasi un angelo    |
| TR23704            | 1990 | Ascot                  | Né dei né eroi     |
| TR23705            | 1990 | Andrea Monteforte      | Lo spiazzale       |

#### LP della serie "Formula 5"
| Numero di catalogo | Anno | Interprete       | Titoli                                 |
| ------------------ | ---- | ---------------- | -------------------------------------- |
| FM LP 20001        | 1991 | Various          | C'era un ragazzo...                    |
| FM LP 20006        | 1991 | Various          | Do you think I'm sexy?                 |
| FM LP 20007        | 1991 | Cristina D'Avena | Bim Bum Bam - Volume 1                 |
| FM LP 20008        | 1991 | Cristina D'Avena | Bim Bum Bam - Volume 2                 |
| FM LP 20009        | 1991 | Various          | Cinema italiano - Volume 1 - Cineforum |
| FM LP 20015        | 1991 | Los cinco        | Tequila!                               |
| FM LP 20030        | 1991 | Cristina D'Avena | Il meglio di Licia e i Bee Hive        |
| FM LP 20032        | 1991 | Various          | Brazil                                 |
| FM LP 20034        | 1991 | Squallor         | Squallorando                           |
| FM LP 20035        | 1991 | George Gershwin  | George Gershwin                        |

### LP doppi
| Numero di catalogo | Anno | Interprete        | Titoli                                                                      |
| ------------------ | ---- | ----------------- | --------------------------------------------------------------------------- |
| FM 14201           | 1986 | Frank Sinatra     | Gold                                                                        |
| FM 14202           | 1988 | Luciano Pavarotti | Concerto alla mia città                                                     |
| FM 14203           | 1988 | Marilyn Monroe    | Marylin Monroe story                                                        |
| FM 14204           | 1989 | Johnny Dorelli    | Mi son svegliato e c'eri tu                                                 |
| FM 14205           | 1989 | Various           | Una rotonda sul mare                                                        |
| FM 14206           | 1989 | Various           | C'Era una volta il Festival                                                 |
| FM 14207           | 1990 | Various           | “Le gocce cadono ma che fa...” le canzoni del tempo di guerra               |
| FM 14208           | 1990 | Various           | Una Rotonda sul Mare '90                                                    |
| FM 14209           | 1990 | Various           | Non Dimenticar Le Mie Parole…                                               |
| FM 14210           | 1990 | Beniamino Gigli   | Non ti scordar di me                                                        |
| FM 14212           | 1991 | Various           | Rip it up                                                                   |
| FM 14213           | 1991 | Various           | Everybody's got to learn sometime                                           |
| FM 14214           | 1991 | Various           | Son tornate a fiorire le rose. "Le canzoni del signore delle belle maniere" |
| FM 14215           | 1991 | Various           | Lollipop - The american way                                                 |
| FM 14216           | 1991 | Various           | Casta diva...eroine e prime donne del bel canto                             |
| FM 14217           | 1991 | Double Dee        | Double Dee                                                                  |

### LP tripli
| Numero di catalogo | Anno | Interprete       | Titoli                |
| ------------------ | ---- | ---------------- | --------------------- |
| FM 14301           | 1987 | Cristina D'Avena | Fivelandia Collection |

### Extended Play
| Numero di catalogo | Anno | Interprete                         | Titoli                                           |
| ------------------ | ---- | ---------------------------------- | ------------------------------------------------ |
| FM 13701           | 1982 | Augusto Martelli, Cristina D'Avena | Do re mi... Five - Cantiamo con Five (LP e MC)   |
| FM 13702           | 1982 | Various                            | Twist eighty two - Twist '82                     |
| FM 13703           | 1982 | Various                            | Bambino Pinocchio e i suoi amici in tv (solo MC) |
| FM 13704           | 1983 | Fitz                               | Audio video                                      |
| FM 13705           | 1984 | Gino Paoli                         | Averti addosso                                   |
| FM 13706           | 1984 | Vanna Vani                         | Amami... Pensami                                 |
| FM 13707           | 1985 | Nelsen Wininsky                    | Segreti                                          |
| FM 13708           | 1985 | Amanda Lear                        | A L                                              |
| FM 13709           | 1986 | Open                               | Mr. lover                                        |
| FM 13710           | 1986 | Sydne Rome                         | Sydne Rome                                       |
| FM 13711           | 1987 | Various                            | Fivemix Special Dee Jay                          |
| FM 13712           | 1987 | Mimmo Cappuccio                    | Vado...mentre tu                                 |

### Disco Mix
| Numero di catalogo | Anno | Interprete                                         | Titoli                                               |
| ------------------ | ---- | -------------------------------------------------- | ---------------------------------------------------- |
| FM 13801           | 1983 | Brando                                             | What now my love                                     |
| FM 13802           | 1983 | Various                                            | Buon natale                                          |
| FM 13803           | 1984 | Paul J. Qualley                                    | Please Please                                        |
| FM 13804           | 1984 | O' Ggar                                            | New rider                                            |
| FM 13805           | 1984 | TONY ARCO T. & D.                                  | California                                           |
| FM 13806           | 1984 | Change                                             | Change of heart                                      |
| FM 13807           | 1984 | Fitz                                               | Audio video                                          |
| FM 13808           | 1984 | Macho III                                          | Kalimba de luna                                      |
| FM 13809           | 1985 | Paul J. Qualley                                    | Meet me in my dreams                                 |
| FM 13810           | 1986 | Dave Force                                         | Play your game                                       |
| FM 13811           | 1986 | Mary Day                                           | Can you wake me up                                   |
| FM 13812           | 1986 | Open                                               | Mr. lover                                            |
| FM 13813           | 1987 | Angel                                              | I need you because                                   |
| FM 13814           | 1987 | Celeste Johnson                                    | Hey boy                                              |
| FM 13816           | 1987 | Michelle                                           | Love me,love me                                      |
| FM 13817           | 1987 | Sabrina Salerno                                    | Boys (Summertime Love) (picture disc)                |
| FM 13818           | 1987 | Amos                                               | Carry On                                             |
| FM 13819           | 1987 | Sabrina Salerno                                    | Boys (Summertime Love) (secondo picture disc)        |
| FM 13820           | 1987 | Sabrina Salerno                                    | Hot Girl (picture disc)                              |
| FM 13821           | 1987 | Sabrina Salerno                                    | Hot Girl (secondo picture disc)                      |
| FM 13822           | 1988 | Christal                                           | I live in New York                                   |
| FM 13823           | 1988 | Michelle                                           | Money money money                                    |
| FM 13824           | 1988 | Tina                                               | Crazy for you                                        |
| FM 13825           | 1988 | Novecento                                          | Broadway/mama say ye                                 |
| FM 13826           | 1988 | Celeste Johnson                                    | Italy                                                |
| FM 13827           | 1988 | Secret Lovers                                      | Could it be forever                                  |
| FM 13828           | 1988 | Francesco Salvi                                    | C'e da spostare una macchina                         |
| FM 13829           | 1989 | La redazione di Emilio                             | Emilio                                               |
| FM 13830           | 1989 | Francesco Salvi                                    | Esatto!                                              |
| FM 13831           | 1989 | Monique                                            | Esagerata                                            |
| FM 13832           | 1989 | Gerry Scotti                                       | Aiè (oi iuai)                                        |
| FM 13833           | 1989 | Tina                                               | Boom boom                                            |
| FM 13834           | 1989 | Joe Smooth                                         | I try                                                |
| FM 13835           | 1989 | Angela Cavagna                                     | Dinamite                                             |
| FM 13836           | 1989 | Celeste Johnson                                    | Loverboy                                             |
| FM 13837           | 1989 | Raze                                               | Break 4 love                                         |
| FM 13838           | 1989 | Clarence Kendrics                                  | Don't do it like that                                |
| FM 13839           | 1989 | Humanoid                                           | Slam, bass invaders                                  |
| FM 13840           | 1989 | Eric & Good good feeling                           | Good good feeling                                    |
| FM 13841           | 1989 | Foll Svaghen                                       | Ghematonzen                                          |
| FM 13842           | 1989 | Francesco Salvi                                    | Taxiiiii!                                            |
| FM 13843           | 1989 | Poppy Garage                                       | Sei in onda                                          |
| FM 13844           | 1989 | Gerry Scotti                                       | Let's show - Salute!                                 |
| FM 13845           | 1989 | Monique                                            | Super Europe                                         |
| FM 13848           | 1989 | B On B                                             | Gimme some                                           |
| FM 13849           | 1989 | Caresse & Sickmob                                  | R.U. Xperienced ?/Sandoz Tabman                      |
| FM 13850           | 1989 | Francesco Salvi                                    | Ti Ricordi Di Me?                                    |
| FM 13851           | 1989 | The Globetrotters                                  | Basketball                                           |
| FM 13852           | 1989 | Los cinco                                          | Volare (Nel blu dipinto di blu)                      |
| FM 13854           | 1989 | Francesco Salvi                                    | "A"                                                  |
| FM 13855           | 1990 | Raul Orellana                                      | Toros/Megamix                                        |
| FM 13862           | 1990 | Valentina Gautier                                  | La pantera (remix)                                   |
| FM 13863           | 1990 | B & B                                              | Xmas Soul                                            |
| FM 13865           | 1991 | Federico l'Olandese Volante                        | Toccare (remix)                                      |
| FM 13866           | 1991 | Francesco Salvi                                    | Ignorante discomix                                   |
| FM 13868           | 1991 | Ella J                                             | Feel the music                                       |
| FM 13869           | 1991 | Luisa Lewis                                        | Ritmo de ti/Esta soy yo                              |
| FM 13870           | 1991 | Trettré                                            | Beach on the beach                                   |
| FM 13871           | 1991 | La Banda Di Crocco Dilly/Quelli Di Sabato Al Circo | Siamo Rovinati/Supercalifragilistic - Espiralidoso   |
| FM 13872           | 1991 | Gabibbo                                            | Ma sei scemo!?                                       |
| FM 13873           | 1991 | Memorabilia                                        | Sono contro                                          |
| FM 13877           | 1992 | Francesco Salvi                                    | Flik Flok (Garibaldi Fu Ferito)/La Macchina Del Capo |
| FM 13878           | 1992 | Various                                            | Cut Loud Vol. 1                                      |

### 45 giri
| Numero di catalogo | Anno | Interprete                                                                                   | Titoli                                                                                       |
| ------------------ | ---- | -------------------------------------------------------------------------------------------- | -------------------------------------------------------------------------------------------- |
| FM 13001           | 1981 | Orchestra di Augusto Martelli                                                                | Dallas                                                                                       |
| FM 13002           | 1981 | George Aghedo                                                                                | Akumba/Take Me Down To Lagos                                                                 |
| FM 13003           | 1981 | Orchestra di Augusto Martelli                                                                | Eleven o' clock/Popcorn time                                                                 |
| FM 13004           | 1981 | Orchestra di Augusto Martelli                                                                | Gatchaman la battaglia dei pianeti/7 Zark 7                                                  |
| FM 13005           | 1981 | Bunny                                                                                        | Buongiorno Italia/Il viaggio                                                                 |
| FM 13006           | 1981 | Orchestra di Augusto Martelli                                                                | La ballata di Bo e Luke / V.S.                                                               |
| FM 13007           | 1981 | Five                                                                                         | Five/Ma che Five                                                                             |
| FM 13008           | 1981 | Cristina D'Avena                                                                             | Bambino Pinocchio                                                                            |
| FM 13009           | 1981 | Orchestra di Augusto Martelli                                                                | Tansor 5/Gloizer X                                                                           |
| FM 13010           | 1982 | Cristina D'Avena                                                                             | Laura/Mon Ciccì                                                                              |
| FM 13011           | 1982 | Tony De Rosas                                                                                | Sentieri/Una vela blu                                                                        |
| FM 13012           | 1982 | George Aghedo                                                                                | Madam Dracula/In Nigeria                                                                     |
| FM 13013           | 1982 | Orchestra di Augusto Martelli                                                                | Rolling Bones/Aspettando il domani                                                           |
| FM 13015           | 1982 | Twist '82                                                                                    | Twist Eighty Two/He's Just a Yoyo                                                            |
| FM 13016           | 1982 | The Veterans                                                                                 | I’m Jogging/This old refrain                                                                 |
| FM 13017           | 1982 | George Aghedo                                                                                | Madam Dracula/In Nigeria                                                                     |
| FM 13018           | 1982 | Cristina D'Avena                                                                             | Canzone dei Puffi/Ghimbirighimbi                                                             |
| FM 13019           | 1983 | Cristina D'Avena                                                                             | Lucy/La regina dei mille anni                                                                |
| FM 13020           | 1983 | Patrizia Zanetti                                                                             | Scarpe Da Tennis/Heio Pe Heio                                                                |
| FM 13021           | 1983 | Eighty Two                                                                                   | Twist Eighty Three/Marianne                                                                  |
| FM 13022           | 1983 | I Nuovi Angeli                                                                               | Io sto bene con te/Medley                                                                    |
| FM 13023           | 1983 | Brando                                                                                       | What Now My Love/Around And Around                                                           |
| FM 13024           | 1983 | Le Grand Cinéma                                                                              | Fais Nous Aouaouah!                                                                          |
| FM 13025           | 1983 | The Peppermints                                                                              | Peppermint Hula Hoop/Peppermint Twirl                                                        |
| FM 13026           | 1983 | Luna                                                                                         | Occhei Occhei/Ma Se Vuoi                                                                     |
| FM 13027           | 1983 | Marina Marfoglia                                                                             | Peppermint/Hula hoop                                                                         |
| FM 13029           | 1983 | Cristina D'Avena                                                                             | John e Solfami/La scuola dei Puffi                                                           |
| FM 13030           | 1983 | Cristina D'Avena                                                                             | New Five Time/Vola Bambino                                                                   |
| FM 13031           | 1983 | Il Piccolo Coro Dell'Antoniano                                                               | Bim Bum Bam/Nel Castello Cosa c'è                                                            |
| FM 13032           | 1983 | Easy Street                                                                                  | Without You/Shadows                                                                          |
| FM 13033           | 1983 | Robert Bauer                                                                                 | Teenage Diplomat/Much Too Close                                                              |
| FM 13034           | 1983 | L.J. Sedlar                                                                                  | Shake Your Body/I Can't Live Without You                                                     |
| FM 13035           | 1983 | Gian Luca Buonsignore/Salome Hadji Neophytou - 26º Zecchino d'Oro                            | Attacca al chiodo quel fucile/O che bella balla                                              |
| FM 13036           | 1983 | Nicoletta Cataldo, Valentina Ambrosio e Anita Panella / Elisa Gamberini (26º Zecchino d'Oro) | …e dopo dormirò/Evviva noi                                                                   |
| FM 13037           | 1983 | Carmen De Rosas e Vito Simone / I-jin Hong e I-kyung Hong (26º Zecchino d'Oro)               | Evviva la Domenica!/Arirang                                                                  |
| FM 13038           | 1983 | Agata Leanza / Dina Kostic (26º Zecchino d'Oro)                                              | Il valzer della polenta/Sole pioggia                                                         |
| FM 13039           | 1983 | Diana Platania/Laura Gumy (26º Zecchino d'Oro)                                               | Tango, mago tango/Caterina Caterina                                                          |
| FM 13040           | 1983 | Piccolo Coro dell'Antoniano                                                                  | Piccolo Uomo Nero/Germania: Tinghelinghelin                                                  |
| FM 13041           | 1983 | Vanna Vani                                                                                   | Qualcosa in più/Scandalo                                                                     |
| FM 13042           | 1984 | Cristina D'Avena                                                                             | I ragazzi della Senna/Space Runner                                                           |
| FM 13043           | 1984 | Paul J. Qualley                                                                              | Please Please/One... Eleven                                                                  |
| FM 13044           | 1984 | O'Gar                                                                                        | New Rider                                                                                    |
| FM 13045           | 1984 | Orchestra di Augusto Martelli                                                                | Due giovani eroi, John e Solfami/Due giovani eroi, John e Solfami (strumentale)              |
| FM 13046           | 1984 | Tony Arco T & D                                                                              | California/Stop that bus                                                                     |
| FM 13047           | 1984 | Change                                                                                       | Change Of Heart/True Love                                                                    |
| FM 13048           | 1984 | Mino Reitano                                                                                 | Storia d'amore per due/M'innamoro un po'                                                     |
| FM 13049           | 1984 | Dik Dik                                                                                      | Senza luce...reggae/Alza la vela (al vento)                                                  |
| FM 13050           | 1984 | Black Mist                                                                                   | Musica/Guerriero Senza Età                                                                   |
| FM 13051           | 1984 | I Nuovi Angeli                                                                               | Puà/E non mollare mai                                                                        |
| FM 13052           | 1984 | Fitz                                                                                         | Audio Video/No Good For You                                                                  |
| FM 13053           | 1984 | Silence 2* Featuring Gordon Grody                                                            | The Beast In Me/Angel                                                                        |
| FM 13054           | 1984 | Domenico Irene                                                                               | Hey ballerina/Ambarabaciccicocco                                                             |
| FM 13055           | 1984 | Lino Banfi                                                                                   | Spaghetti Aerobic Dance/My Cats                                                              |
| FM 13056           | 1984 | Island And Holiday                                                                           | In The Summertime (Love Of The Common People)/Living                                         |
| FM 13057           | 1984 | Piccolo Coro dell'Antoniano, Paolo Bonolis, Uan                                              | Paolo e Uan - Bim Bum Bam/Piccolo Principe                                                   |
| FM 13058           | 1984 | Cristina D'Avena                                                                             | Puffi la la la/A E I O U                                                                     |
| FM 13059           | 1984 | Cristina D'Avena                                                                             | Là sui monti con Annette/Bum Bum                                                             |
| FM 13060           | 1984 | Cristina D'Avena                                                                             | Georgie                                                                                      |
| FM 13061           | 1984 | Fabrizia Carminati (sul lato A)/Angelo Siciliano (sul lato B)                                | La soubrette/Autostop                                                                        |
| FM 13062           | 1984 | Kevin Johnson                                                                                | Child Of Tomorrow/Video Night                                                                |
| FM 13063           | 1984 | Cristina D'Avena                                                                             | Nanà Supergirl/Pollon, Pollon combinaguai                                                    |
| FM 13064           | 1984 | Macho III                                                                                    | Kalimba de Luna/Hear Me Calling                                                              |
| FM 13065           | 1984 | Gino Paoli                                                                                   | Una lunga storia d'amore/I cinque sensi                                                      |
| FM 13066           | 1984 | Various – Zecchino D'Oro 84                                                                  | Bam-bù/Etciù - Atchim!                                                                       |
| FM 13067           | 1984 | Luca Lombardi e Sistiana Lombardi / Diana Rubio Vasquez (27º Zecchino d'Oro)                 | Ninna nanna per non dormire/Per me cantare è un gioco                                        |
| FM 13068           | 1984 | Various – Zecchino D'Oro 84                                                                  | L'Ultima Spiaggia/Dormi Mio Bel Piccino                                                      |
| FM 13069           | 1984 | Various – Zecchino D'Oro 84                                                                  | Coro Caro Coro/Arcobaleno "Daga"                                                             |
| FM 13070           | 1984 | Simone Cellamare e Michele Marro / Weng Cing Sun (27º Zecchino d'Oro)                        | Che giornata/Quando due bambini                                                              |
| FM 13071           | 1984 | Giovanna Scandale e Marco Merola / Marcin Ziolkowski (27° zecchino d'oro)                    | Mi regali una ciambella ?/(Polonia) La mazurca della mela annurca                            |
| FM 13072           | 1984 | Space Philharmonic                                                                           | Flash Back/Notre Dame                                                                        |
| FM 13073           | 1984 | Nadia Cassini                                                                                | Bum Bum Bum Cantiamo/Tu Più Forte                                                            |
| FM 13074           | 1984 | Sydne Rome                                                                                   | Io amo l'amore/California dreamin                                                            |
| FM 13075           | 1984 | Amanda Lear                                                                                  | Ritmo salsa/Hotel Palace                                                                     |
| FM 13076           | 1984 | Alessandra                                                                                   | I Ragazzi Biondi/Vorrei Che Fosse Autunno                                                    |
| FM 13077           | 1984 | Nico                                                                                         | Amarsi/Ho scelto te                                                                          |
| FM 13078           | 1985 | Paul (J.) Qualley                                                                            | Meet Me In My Dreams/Feelin' Love                                                            |
| FM 13079           | 1985 | Dave Force                                                                                   | Play Your Game/Message In Your Eyes                                                          |
| FM 13080           | 1985 | Cristina D'Avena                                                                             | L'incantevole Creamy/Ciao Ciao                                                               |
| FM 13081           | 1985 | Gigi e Andrea                                                                                | Mamma Dance                                                                                  |
| FM 13082           | 1985 | Franco Bracardi                                                                              | Se penso a te/Romantico                                                                      |
| FM 13083           | 1985 | The Group Team                                                                               | Mr. T                                                                                        |
| FM 13084           | 1985 | Celeste                                                                                      | Lascia che sia/Going crazy                                                                   |
| FM 13085           | 1985 | Mino Reitano                                                                                 | Eloise/Finirà                                                                                |
| FM 13086           | 1985 | Aldo Riva                                                                                    | Cordialità                                                                                   |
| FM 13087           | 1985 | Flavia Fortunato                                                                             | C'è una ragione/Come stai                                                                    |
| FM 13088           | 1985 | Los Angeles                                                                                  | Videomania                                                                                   |
| FM 13089           | 1985 | Marina Occhiena                                                                              | Videosogni/Una                                                                               |
| FM 13090           | 1985 | Tiziana Più                                                                                  | Paris/Don't Run Away                                                                         |
| FM 13091           | 1985 | Demis Roussos                                                                                | Anytime At All/Friends Of A Lifetime                                                         |
| FM 13092           | 1985 | Cristina D'Avena                                                                             | Il grande sogno di Maya/Rascal - Il mio amico orsetto                                        |
| FM 13093           | 1985 | Rose Marie Bach                                                                              | This Very Night/Number With Wings                                                            |
| FM 13094           | 1985 | Gary Brown                                                                                   | The Night Time                                                                               |
| FM 13095           | 1985 | Ray Stephens                                                                                 | Cat's Eye/Cat's Eye (Instrumental)                                                           |
| FM 13096           | 1985 | Cristina D'Avena                                                                             | Evelyn e la magia di un sogno d'amore/Nuovi amici a Ciao Ciao                                |
| FM 13097           | 1985 | Cristina D'Avena/Paolo, Manuela e Uan con il Piccolo Coro dell'Antoniano                     | Kiss Me Licia/Che avventure a Bim Bum Bam con il nostro amico Uan                            |
| FM 13098           | 1985 | Cristina D'Avena                                                                             | Le avventure della dolce Katy/Lo strano mondo di Minù                                        |
| FM 13099           | 1985 | Cristina D'Avena                                                                             | Occhi di gatto                                                                               |
| FM 13100           | 1985 | Cristina D'Avena                                                                             | Che bello essere un Puffo/Notte Puff                                                         |
| FM 13101           | 1985 | Cristina D'Avena                                                                             | Arrivano gli Snorky/Ciao siamo gli Snorky                                                    |
| FM 13102           | 1985 | Gino Paoli                                                                                   | Ti lascio una canzone/Coppi                                                                  |
| FM 13103           | 1985 | I Gatti Di Vicolo Miracoli                                                                   | Singer's Solitude/Verona Beat                                                                |
| FM 13104           | 1985 | Johnny Dorelli                                                                               | La cosa si fa/Sono stato per arrendermi                                                      |
| FM 13105           | 1985 | Evergreen                                                                                    | Ciao Ciao - Ciao Ciao/Spaghetti all'italiana                                                 |
| FM 13106           | 1985 | Patrizia Ottonello/Giuseppe Mascoli e Sefora Esposito (28º Zecchino d'Oro)                   | BIT/Io Tarzan, tu Jane                                                                       |
| FM 13107           | 1985 | Alice Lenaz/Kaja Kringstad (28º Zecchino d'Oro)                                              | Riprendiamoci la fantasia/Tonino violino                                                     |
| FM 13108           | 1985 | José Guilherme Da Gama/Vera Tsangari                                                         | Non Ci Gioco Più (Mae-Jê)/Ho Preso Un Granchio (O Horos Tou Kavoura)                         |
| FM 13109           | 1985 | Alejandro Gonzales/Marina Ceruso, Giorgia Ferro e Barbara Riccarelli (28º Zecchino d'Oro)    | La ballata del cavallino moro/L‘amico albero                                                 |
| FM 13110           | 1985 | Giada Mancini/Wouter Bongaerts (28º Zecchino d'Oro)                                          | Il sole e il girasole/Un due tre - siam trentatré                                            |
| FM 13111           | 1985 | Silvia Senatore e Mauro Cingia/Alexis De Boulois (28º Zecchino d'Oro)                        | Ombretta del Missisipì/La mela della vita, la mela dell‘amore                                |
| FM 13112           | 1985 | Wayne Scott                                                                                  | Rambo (This Time We're Gonna Win)/Rambo (Instrumental)                                       |
| FM 13113           | 1985 | Carmen Russo                                                                                 | Nuda/Sì                                                                                      |
| FM 13114           | 1985 | Cristina D'Avena                                                                             | Memole dolce Memole                                                                          |
| FM 13115           | 1986 | Cristina D'Avena                                                                             | Mila e Shiro due cuori nella pallavolo/Lovely Sara                                           |
| FM 13116           | 1986 | Jean Rich                                                                                    | Anima Mia...Tu/Come Back Home                                                                |
| FM 13117           | 1986 | Ro.Bo.T.                                                                                     | Ma In Fondo L'Africa Non È Lontana/Io Non Mi Innamoro Più                                    |
| FM 13118           | 1986 | Dave & Gloria                                                                                | Love Was New/Sliding In The Dark                                                             |
| FM 13119           | 1986 | Mary Day                                                                                     | Can You Wake Me Up                                                                           |
| FM 13120           | 1986 | Muppet Babies                                                                                | Muppet Babies/Buio è bello sì                                                                |
| FM 13121           | 1986 | Ciardi                                                                                       | A Sud di nessun Nord/Fermati un po'                                                          |
| FM 13122           | 1986 | Rino Moccia                                                                                  | Italia mia/Ieri                                                                              |
| FM 13123           | 1986 | Kwin Melissa                                                                                 | Egyptian Ring/Bad Loser                                                                      |
| FM 13124           | 1986 | The Keyboards                                                                                | Stasera sì/Stasera sì (strumentale)                                                          |
| FM 13125           | 1986 | Guido Angeli                                                                                 | Provare per credere                                                                          |
| FM 13126           | 1986 | Los Angeles                                                                                  | Photophenomena/You Know You Never Loved                                                      |
| FM 13127           | 1986 | Des Dyer                                                                                     | Voice of America/I'm a winner                                                                |
| FM 13128           | 1986 | Orchestra di Luigi Ceccarelli                                                                | Orazio/Annamaria                                                                             |
| FM 13129           | 1986 | Celeste                                                                                      | Time/Dada                                                                                    |
| FM 13130           | 1986 | Aldo Riva                                                                                    | Le donne dei marinai/Sentieri                                                                |
| FM 13131           | 1986 | Paul J. Qualley                                                                              | Back On The Road/When Love Arrives                                                           |
| FM 13132           | 1986 | Public Relation                                                                              | Say !!/Say !! (Instrumental Version)                                                         |
| FM 13133           | 1986 | Vanna Vani                                                                                   | My story/Mas sincero                                                                         |
| FM 13134           | 1986 | Dribbling                                                                                    | Onde Radio Blu/Onde Radio Blu (Instrumental Version)                                         |
| FM 13135           | 1986 | Cristina D'Avena/Paolo                                                                       | Magica, magica Emi/Holly e Benji due fuoriclasse                                             |
| FM 13136           | 1986 | Sabrina Salerno                                                                              | Sexy Girl                                                                                    |
| FM 13137           | 1986 | I Super 4                                                                                    | Non abbiamo l'età                                                                            |
| FM 13138           | 1986 | Il cast di Ciao Ciao e Bim Bum Bam                                                           | Tutti insieme noi guardiam Bim Bum Bam/Four e Giorgia Ciao Ciao                              |
| FM 13139           | 1986 | Boys Don't Cry                                                                               | I Wanna Be A Cowboy/Lipstick                                                                 |
| FM 13140           | 1986 | Sad Café                                                                                     | Heart/Only Love                                                                              |
| FM 13141           | 1986 | Cristina D'Avena                                                                             | Love Me Licia/Il mago di Oz                                                                  |
| FM 13142           | 1986 | Cristina D'Avena                                                                             | Noi Snorky incontrerai/Sempre sognerai                                                       |
| FM 13143           | 1986 | Cristina D'Avena                                                                             | David Gnomo amico mio/Dai vieni qui David                                                    |
| FM 13144           | 1986 | Cristina D'Avena                                                                             | Puffa di qua, puffa di là/Buon compleanno Grande Puffo                                       |
| FM 13145           | 1986 | Gino Paoli                                                                                   | Da lontano/Tema di Anna                                                                      |
| FM 13146           | 1986 | Los Angeles                                                                                  | Il Sole In Tasca/Semplicemente Ti Amo                                                        |
| FM 13147           | 1986 | Alias                                                                                        | Je T'Aime Marie                                                                              |
| FM 13148           | 1986 | Rita Pavone                                                                                  | La valigia/Africa                                                                            |
| FM 13149           | 1986 | Rita Chiarelli                                                                               | You Can't Break My Heart                                                                     |
| FM 13150           | 1986 | Rosanna Fratello                                                                             | Amore scusami/La lontananza                                                                  |
| FM 13151           | 1986 | Cristina D'Avena                                                                             | Alla scoperta di Babbo Natale/Ninna nanna di Brahms                                          |
| FM 13152           | 1986 | Carmen Russo                                                                                 | Camomillati venerdì/Un tête a tête                                                           |
| FM 13153           | 1986 | Angel                                                                                        | I Need You Because/You Better Take It Easy                                                   |
| FM 13154           | 1986 | Angelo Banzola                                                                               | Una spada una speranza/Tu mi manchi                                                          |
| FM 13155           | 1986 | Betty Bristol                                                                                | The Dance Queen/Playin' With Fire                                                            |
| FM 13156           | 1987 | Cristina D'Avena                                                                             | Vola mio mini pony                                                                           |
| FM 13157           | 1987 | Cristina D'Avena/Gli Amici di Lupin                                                          | Sandy dai mille colori/Lupin, l'incorreggibile Lupin                                         |
| FM 13158           | 1987 | I Ragazzi Della III C                                                                        | Un Giro Nel Cuore/Mr. T                                                                      |
| FM 13159           | 1987 | Cristina D'Avena                                                                             | Licia dolce Licia/Juny peperina inventatutto                                                 |
| FM 13160           | 1987 | John Wilson                                                                                  | The Sun Ain't Gonna Shine/We All Wanna Be In Love                                            |
| FM 13161           | 1987 | Boys Don't Cry                                                                               | Who The Am Dam Do You Think You Am/The Cure                                                  |
| FM 13162           | 1987 | Michele                                                                                      | Love Me, Love Me                                                                             |
| FM 13163           | 1987 | Dave & Gloria                                                                                | Va Bene, M'Innamorerò Di Te/It's Always Time To Smile                                        |
| FM 13164           | 1987 | Sabrina Salerno                                                                              | Boys (Summertime Love)/Get Ready (Holiday Rock)                                              |
| FM 13165           | 1987 | The Ruby's                                                                                   | Little Darlin'/Last Night                                                                    |
| FM 13166           | 1987 | Marina Occhiena                                                                              | Getta La Tua Rosa/Qualcosa Di Speciale                                                       |
| FM 13167           | 1987 | Mauro Chiari & La Biribirikiniband                                                           | I Cornuti Sono Eroi/Che Piacere Averti Qui                                                   |
| FM 13168           | 1987 | Drive In Up                                                                                  | Buone Vacanze/Martinica                                                                      |
| FM 13169           | 1987 | Vanna Leali                                                                                  | Stai con me/Marilyn                                                                          |
| FM 13170           | 1987 | Amos                                                                                         | Carry On/In The Sun                                                                          |
| FM 13171           | 1987 | Cristina D'Avena                                                                             | Pollyanna                                                                                    |
| FM 13172           | 1987 | Cristina D'Avena                                                                             | Alice nel Paese delle Meraviglie                                                             |
| FM 13173           | 1987 | Mino Reitano                                                                                 | Questo uomo/Rimani                                                                           |
| FM 13174           | 1987 | Revelation Time                                                                              | Captain Dread/Love Is To Give                                                                |
| FM 13175           | 1987 | Celeste                                                                                      | Hey Boy/Too Blue                                                                             |
| FM 13176           | 1987 | Dribbling                                                                                    | La Giostra/Cercando Il Rosa                                                                  |
| FM 13177           | 1987 | Paolo, Manuela e Uan / Giorgia e Four                                                        | Dai Vieni A Bim Bum Bam/Ciao, Ciao Gioca Con Noi                                             |
| FM 13178           | 1987 | Cristina D'Avena                                                                             | Jem/Gli amici Cercafamiglia                                                                  |
| FM 13179           | 1987 | Cristina D'Avena                                                                             | Piccola bianca Sibert/Sibert                                                                 |
| FM 13180           | 1987 | Cristina D'Avena                                                                             | Teneramente Licia/Quando arrivi tu                                                           |
| FM 13181           | 1987 | Cristina D'Avena                                                                             | Maple Town: un nido di simpatia/Patty e Bobby (chi trova un vero amico)                      |
| FM 13182           | 1987 | Sabrina Salerno                                                                              | Hot Girl/Kiss Me                                                                             |
| FM 13183           | 1987 | Cristina D'Avena                                                                             | Ogni Puffo pufferà/Madre Natura                                                              |
| FM 13184           | 1987 | Sbirulino, Orchestra di Pippo Caruso                                                         | Quanto costa sognare/Ciao Enrica                                                             |
| FM 13185           | 1987 | Magazine                                                                                     | E Le Stelle Stanno A Guardare/Il Vecchio Parla                                               |
| FM 13186           | 1987 | Manuel De Peppe                                                                              | Tutti in campo con Lotti/Tu con noi                                                          |
| FM 13187           | 1988 | M. Miro' Band                                                                                | Colpo Grosso/Donna No                                                                        |
| FM 13188           | 1988 | Augusto Martelli                                                                             | Studiare In Jeans/Joe Disumano Rock                                                          |
| FM 13189           | 1988 | Michéle                                                                                      | Money Money Money/Two Of A Kind                                                              |
| FM 13190           | 1988 | Cristina D'Avena                                                                             | Hilary/Denny                                                                                 |
| FM 13191           | 1988 | Bobby Solo                                                                                   | Come i giorni di settembre/Dal silenzio sulla vita                                           |
| FM 13192           | 1988 | Christal                                                                                     | I Live In New York/Fashion                                                                   |
| FM 13193           | 1988 | Cristina D'Avena                                                                             | Che famiglia è questa Family!/Fufur superstar                                                |
| FM 13194           | 1988 | Cristina D'Avena                                                                             | Balliamo e cantiamo con Licia/Rimboccata dalla luna la città già dorme                       |
| FM 13195           | 1988 | Do-It                                                                                        | Honey And Butter/Waiting                                                                     |
| FM 13196           | 1988 | Tina                                                                                         | Crazy For You/Crazy For You (Dub Version)                                                    |
| FM 13197           | 1988 | Burning The Bridge                                                                           | Perfect Love/Long Days Journey Into Love                                                     |
| FM 13198           | 1988 | Novecento                                                                                    | Broadway/Mama Say Ye                                                                         |
| FM 13199           | 1988 | I Dribbling                                                                                  | Nanda/Ou Est La Savonette                                                                    |
| FM 13200           | 1988 | Cristina D'Avena                                                                             | Principessa dai capelli blu/Kolby e i suoi piccoli amici                                     |
| FM 13201           | 1988 | Cristina D'Avena                                                                             | Una per tutte, tutte per una/Una sirenetta fra noi                                           |
| FM 13202           | 1988 | Celeste                                                                                      | Italy/Let me love you                                                                        |
| FM 13203           | 1988 | Gisan                                                                                        | Voglia Di Vivere/Un Angelo                                                                   |
| FM 13204           | 1988 | Umberto Smaila & I Ragazzi della Curva Sud                                                   | Canto Rossonero                                                                              |
| FM 13205           | 1988 | Bruno Lauzi & Maurizio Lauzi                                                                 | Maria Dei Parafulmini/Il Tempo Per Vivere                                                    |
| FM 13206           | 1988 | Pippo Franco                                                                                 | Il Ballo Marocchino/Il Ballo Marocchino (Instrumental Version)                               |
| FM 13207           | 1988 | Il cast di Ciao Ciao e Bim Bum Bam                                                           | Bim Bum Bam siamo qui tutti e tre/Ciao Ciao siamo tutti tuoi amici                           |
| FM 13208           | 1988 | Cristina D'Avena                                                                             | Siamo quelli di Beverly Hills/Lady Lovely                                                    |
| FM 13209           | 1988 | Cristina D'Avena                                                                             | Palla al centro per Rudy/Prendi il mondo e vai                                               |
| FM 13210           | 1988 | Cristina D'Avena                                                                             | Viaggiamo con Benjamin/Ben-Benjamin                                                          |
| FM 13211           | 1988 | Cristina D'Avena                                                                             | Arriva Cristina/Riuscirai                                                                    |
| FM 13212           | 1988 | I Fans                                                                                       | Milan Milan                                                                                  |
| FM 13213           | 1988 | Cristina D'Avena                                                                             | Puffi qua e là/Puffa una canzone                                                             |
| FM 13214           | 1988 | Secret Lovers                                                                                | Could It Be Forever/Could It Be Forever (Instrumental Mix)                                   |
| FM 13215           | 1988 | Francesco Salvi                                                                              | C'è Da Spostare Una Macchina/Le Solite Promesse                                              |
| FM 13216           | 1988 | Le Portafortuna                                                                              | Colpo Grosso/Po portafortuna                                                                 |
| FM 13217           | 1989 | Johnny Dorelli                                                                               | L'Unica Occasione/Le Tue Mani                                                                |
| FM 13218           | 1989 | Cristina D'Avena                                                                             | D'Artagnan e i moschettieri del re (singolo)                                                 |
| FM 13219           | 1989 | Zuzzurro e Gaspare, Athina Cenci, Minellono Ameli e la redazione di Emilio                   | Emilio                                                                                       |
| FM 13220           | 1989 | Cristina D'Avena                                                                             | Milly un giorno dopo l'altro/È quasi magia, Johnny!                                          |
| FM 13221           | 1989 | Francesco Salvi/Speaker's Corner                                                             | Esatto!/Universal Love                                                                       |
| FM 13222           | 1989 | Novecento                                                                                    | Darei/Tabù                                                                                   |
| FM 13223           | 1989 | Johnny Dorelli                                                                               | Mi son svegliato e c'eri tu/Medley: Lover ,Fly me to the moon ,I've got you under my skin    |
| FM 13224           | 1989 | Gerry Scotti                                                                                 | Aiè/Let's show                                                                               |
| FM 13225           | 1989 | Cristina D'Avena                                                                             | Siamo fatti così - Esplorando il corpo umano/Questa allegra gioventù                         |
| FM 13226           | 1989 | Tina                                                                                         | Boom Boom                                                                                    |
| FM 13227           | 1989 | La Sbanda Ippoliti                                                                           | È più bella la Pasqua o il Natale?                                                           |
| FM 13228           | 1989 | Angela Cavagna                                                                               | Dynamite                                                                                     |
| FM 13229           | 1989 | Celeste                                                                                      | Lover Boy/Bring back my heart                                                                |
| FM 13230           | 1989 | Raze                                                                                         | Break 4 Love                                                                                 |
| FM 13231           | 1989 | Massimiliano Cattapani                                                                       | Shangai/Notti Perse                                                                          |
| FM 13232           | 1989 | Clarence Kendricks                                                                           | Don't Do It Like Dat                                                                         |
| FM 13233           | 1989 | Humanoid                                                                                     | Slam/Bass Invaders                                                                           |
| FM 13234           | 1989 | Eric And The Good Good Feeling                                                               | Good Good Feeling/Higher Than Heaven                                                         |
| FM 13235           | 1989 | Foll Svaghen                                                                                 | Ghematonzen/Patonzen                                                                         |
| FM 13236           | 1989 | Zorro                                                                                        | You Didn't Waste No Time                                                                     |
| FM 13237           | 1989 | Poppy Garage                                                                                 | Sei in onda                                                                                  |
| FM 13238           | 1989 | Cristina D'Avena                                                                             | Evviva Palm Town                                                                             |
| FM 13239           | 1989 | Milly Carlucci                                                                               | Quando calienta el sol/Barbara Ann                                                           |
| FM 13240           | 1989 | Monique/Umberto Smaila                                                                       | Super Europe/Cià presente Colpo Grosso                                                       |
| FM 13241           | 1989 | Cristina D'Avena                                                                             | Cristina                                                                                     |
| FM 13242           | 1989 | Il cast di Ciao Ciao e Bim Bum Bam                                                           | Viva Bim Bum Bam/Per me, per te, per noi, Ciao Ciao                                          |
| FM 13243           | 1989 | Cristina D'Avena                                                                             | Ti voglio bene Denver/Piccolo Lord                                                           |
| FM 13244           | 1989 | Cristina D'Avena                                                                             | Conte Dacula/Ciao io sono Michael                                                            |
| FM 13245           | 1989 | Cristina D'Avena                                                                             | I Puffi sanno                                                                                |
| FM 13246           | 1989 | Cristina D'Avena                                                                             | Dolce Candy/Teodoro e l'invenzione che non va                                                |
| FM 13247           | 1989 | Cristina D'Avena                                                                             | Sabato al circo                                                                              |
| FM 13248           | 1989 | Michéle                                                                                      | America/America (Instrumental Version)                                                       |
| FM 13249           | 1989 | J.D. Wilson                                                                                  | You're The First, The Last, My Everything/You're Not The First, Not The Last, You're Nothing |
| FM 13250           | 1989 | Gisan                                                                                        | Uno Dei Mods/Maracaibo                                                                       |
| FM 13251           | 1989 | Caresse & Sickmob                                                                            | R.U. Xperienced?/Ever Xperienced?                                                            |
| FM 13252           | 1989 | Francesco Salvi                                                                              | Ti Ricordi Di Me?/Il Lupo                                                                    |
| FM 13253           | 1990 | La redazione di Emilio / Athina Cenci                                                        | Emilio/Lambada                                                                               |
| FM 13254           | 1990 | B On B                                                                                       | Gimme Some (Medley)/Turn Around                                                              |
| FM 13255           | 1990 | Chicco Secci Project                                                                         | N.E.W. Y.O.R.K. (Dance version)/N.E.W. Y.O.R.K. (Conga version)                              |
| FM 13256           | 1990 | Los Cinco                                                                                    | Volare (Nel blu dipinto di blu)/Volare (Versiòn castellana)                                  |
| FM 13257           | 1990 | B On B                                                                                       | Gimme Some (Medley)/Turn Around                                                              |
| FM 13258           | 1990 | Cristina D'Avena                                                                             | Bobobobs                                                                                     |
| FM 13259           | 1990 | Francesco Salvi                                                                              | A/B                                                                                          |
| FM 13261           | 1990 | Cristina D'Avena                                                                             | Alvin rock 'n' roll                                                                          |
| FM 13262           | 1990 | Cristina D'Avena                                                                             | Zero in condotta/Un mondo di magia                                                           |
| FM 13263           | 1990 | Gerry Scotti                                                                                 | Abbattiamoci le mani                                                                         |
| FM 13264           | 1990 | Cristina D'Avena                                                                             | Le avventure di Teddy Ruxpin                                                                 |
| FM 13265           | 1990 | Marco Columbro                                                                               | Allora ditelo                                                                                |
| FM 13266           | 1990 | Franco Bracardi                                                                              | Se penso a te/Romantico                                                                      |
| FM 13267           | 1990 | Marco Columbro, Lorella Cuccarini, Francesco Salvi                                           | Oh signorina/Tarzan                                                                          |
| FM 13268           | 1990 | Valentina Gautier, Massimo Boldi, Teo Teocoli                                                | Voglio un Angelo/Te-O'                                                                       |
| FM 13269           | 1990 | Cristina D'Avena                                                                             | Cri Cri                                                                                      |
| FM 13270           | 1989 | Cristina D'Avena                                                                             | Al circo, al circo                                                                           |
| FM 13271           | 1990 | Cristina D'Avena                                                                             | Niente paura, c'è Alfred!                                                                    |
| FM 13272           | 1990 | Cristina D'Avena                                                                             | Amici Puffi                                                                                  |
| FM 13273           | 1990 | Twenty 4 seven                                                                               | Are you dreaming?                                                                            |
| FM 13274           | 1990 | B & B                                                                                        | Xmas Soul (Medley)                                                                           |
| FM 13275           | 1991 | Cristina D'Avena                                                                             | Peter Pan                                                                                    |
| FM 13276           | 1991 | Lorella Cuccarini                                                                            | Ascolta il cuore/Cuore mix                                                                   |
| FM 13277           | 1991 | Giorgio Faletti (come "Lupo Mannaggia")                                                      | Ulula (Le avventure di un lupo mannaro italiano a Riccione)/Ulula (Midnight Version)         |
| FM 13278           | 1991 | Federico l'Olandese Volante                                                                  | Toccare (Power Mix)/Toccare (Flower Mix)                                                     |
| FM 13279           | 1991 | Fiorello                                                                                     | La canzone del sole/V.S.                                                                     |
| FM 13280           | 1991 | Cristina D'Avena                                                                             | Papà Gambalunga                                                                              |
| FM 13281           | 1991 | Bea Giannini                                                                                 | Uomo vero/Hombre                                                                             |
| FM 13282           | 1991 | Francesco Salvi                                                                              | Ignorante discomix/Se lo sapevo                                                              |
| FM 13283           | 1991 | Cristina D'Avena                                                                             | Il mistero della pietra azzurra                                                              |
| FM 13284           | 1991 | Rossovivo                                                                                    | Consuelo                                                                                     |
| FM 13285           | 1991 | Amadeus e i ragazzi della curva                                                              | Saltellare/Tecno hop 125                                                                     |
| FM 13287           | 1991 | Trettré                                                                                      | Beach on the Beach/V.S.                                                                      |
| FM 13288           | 1991 | Jovanotti                                                                                    | Muoviti muoviti/Cosa dovrei fare                                                             |
| FM 13289           | 1991 | Iva Zanicchi                                                                                 | Forte più forte/Dieta blues                                                                  |
| FM 13291           | 1991 | Jovanotti                                                                                    | One Nation/Quando sarai lontana                                                              |
| FM 13293           | 1991 | Gabibbo                                                                                      | Ma sei scemo!?/V.S.                                                                          |
| FM 13295           | 1991 | Lorella Cuccarini                                                                            | Liberi liberi/Cuo-Remix                                                                      |

#### 45 giri per juke-box
| Numero di catalogo | Anno | Interprete                                  | Titoli                               |
| ------------------ | ---- | ------------------------------------------- | ------------------------------------ |
| FMJB 15001         | 1981 | Twist '82 / Orchestra e coro di A. Martelli | Twist eight-two / Rolling bones      |
| FMJB 15002         | 1983 | Eighty Two / Patrizia Zanetti               | Twist eight-three / Scarpe da tennis |
| FMJB 15003         | 1987 | Sabrina / Celeste                           | Hot Girl / Too Blue                  |
| FMJB 15016         | 1991 | Jovanotti / Rossovivo                       | Muoviti muoviti / Gira intorno       |
| FMJB 15018         | 1992 | Drupi / Giorgio Faletti & Orietta Berti     | Un uomo in più / Rumba di tango      |